# Jacques Parisse
Jacques Parisse, né le 30 septembre 1934 à Seraing et mort le 19 janvier 2011 à Liège, est un biographe, essayiste, journaliste et critique d'art belge.

## Biographie
Jacques Parisse naît le 30 septembre 1934 à Seraing,. Il commence des études de droit à l'université de Liège mais change d'orientation et obtient une licence en philosophie et lettres en 1956,. Son intérêt pour les beaux-arts vient des expositions organisées par l’Association pour le progrès intellectuel et artistique de la Wallonie (A.P.I.A.W.), qu'il découvre en 1953 et qu'il commente en diverses occasions dans les revues étudiantes auxquelles il collabore. Il entame une carrière d'enseignant en tant que professeur de français dans l’enseignement secondaire supérieur dès 1959, puis comme professeur d’histoire de l’art dans un établissement liégeois d’enseignement supérieur non universitaire à partir du milieu des années 1970. Il enseigne jusqu'en 1994.
C'est grâce à André Renard qu'il débute en tant que critique d'art, avec une rubrique dans La Wallonie et dans Combat. Il y travaille de 1961 à 1986 comme chroniqueur artistique (livres et expositions), puis, après être « victime d’une restructuration économique », il poursuit son activité à La Dernière Heure de 1987 à 1993 et La Meuse de 1993 à 1998,. En parallèle il exerce les activités de chroniqueur des événements artistiques sur les ondes de la RTB-Liège radio de 1964 à 2000 et de secrétaire de l’Association pour le progrès intellectuel et artistique de la Wallonie (A.P.I.A.W.),. Il est également conseiller artistique pour les acquisitions auprès de la Banque nationale de Belgique de 1981 à 2000, président de la commission des arts plastiques de la Communauté française et membre du conseil d’administration de La Châtaigneraie.
Son monumental ouvrage sur La peinture à Liège au XXe siècle de 1975, qu'il réalise avec l'aide d'une équipe de collaborateurs qu'il a formés et qui sont repris sous la dénomination d'« Actuel XX », est considéré par l'historien Jacques Stiennon en 1979 comme « la tentative la plus récente et la plus originale que la critique d'art ait menée avec succès en Wallonie ».
Il décède à Liège le 19 janvier 2011,. « Les funérailles suivies de l'incinération et de la dispersion des cendres au cimetière de Beaufays » ont lieu le 24 janvier 2011.

## Œuvre (sélection d'ouvrages)
- Jacques Parisse (dir.) et Actuel XX, La Peinture à Liège au XXe siècle, Liège, Éditions Pierre Mardaga, 1975, 264 p. (ISBN 978-2-8021-0006-5 et 2-8021-0006-8, OCLC 419624811)
- Jacques Parisse et Maurice Lecerf, Les autos, Larousse, coll. « Idéologies et sociétés », 1976, 191 p. (ISBN 203037010X, OCLC 1009484657)
- Jacques Parisse, Zabeau (Publié à l'occasion de l'exposition au Centre Culturel d'Outremeuse, Liège, du 26 février au 23 mars 1977), Liège, Ville de Liège, 1977, 68 p. (OCLC 921008343)
- Jacques Parisse, L'art a la parole : Chroniques artistiques à la RTB Liège de 1964 à 1977, Liège, Solédi, 1978, 304 p. (OCLC 1400230998)
- Jacques Parisse, Artistes liégeois d'aujourd'hui, Liège, Éditions Pierre Mardaga, 1980 (OCLC 1401752000)
- Jacques Parisse, Richard Heintz, ou, Les conditions de l'artiste, Paris - Bruxelles, Fernand Nathan - Labor, coll. « La galerie des maîtres wallons », 1982, 259 p. (ISBN 9782825902240 et 2825902241, OCLC 1400568663)
- Jacques Parisse, Auguste Mambour : une œuvre, un destin, Paris - Bruxelles, Fernand Nathan - Labor, coll. « La galerie des maîtres wallons », 1984, 211 p. (ISBN 9782804000141 et 2804000141, OCLC 1400810178)
- Jacques Parisse, Lafnet : 1899-1939 (Publié à l'occasion de l'exposition à la Galerie 9A, Liège, mai-juin 1985), Liège, IPEP Panda, 1985 (OCLC 1009492359)
- Jacques Parisse, Six re-lectures pour la liberté : David 1793 Beunckens 1986, 1986 (OCLC 1009482269)
- Jacques Parisse, De bec et de plume, L'art a la parole II : Chroniques des arts plastiques à la RTBF Liège 1977-1984, Liège, Biblio RTBF, 1987, 328 p. (OCLC 1400881510)
- Jacques Parisse et Albert Moxhet, Jean Julémont : monographie du peintre, Pepinster, Imprimerie Pierre Plumhans, 1987 (OCLC 1010429490)
- Jacques Parisse et Joseph Orban, Daniel Fourneau : un fou d'images, Liège, Art Wall + B Gallery, 1989 (OCLC 1009603654)
- Jacques Parisse, Auguste Donnay : un visage de la terre wallonne (Publié à l'occasion de l'exposition au Musée de l'art wallon, Liège, du 2 mars au 14 avril 1991), Bruxelles, Crédit communal de Belgique (Massoz), 1991, 262 p. (ISBN 9782871931225 et 2871931224, OCLC 463668247)
- Jacques Parisse, Presse-papiers de prestige, presse-papiers populaires, Liège, Éditions Pierre Mardaga, 1992, 158 p. (ISBN 9782870095010 et 2870095015, OCLC 319868399)
- Jacques Parisse et André Castermans, Édouard Masson : 1881-1950, 2000 (OCLC 1009499991)
- Jacques Parisse, Situation critique : Mémoire d'un critique d'art de province, Liège, Adamm Édition, 2000, 279 p. (OCLC 67640749)
- Jacques Parisse, Ernest Marneffe 1866-1920, peintre de la femme, Sprimont, Éditions Pierre Mardaga, 2001, 119 p. (ISBN 9782870097946 et 2870097948, OCLC 170970952)
- Jacques Parisse, Richard Heintz 1871-1929 : l'Ardenne et l'Italie, Sprimont, Éditions Pierre Mardaga, 2005, 157 p. (ISBN 9782870099100, OCLC 492867979)
- Jacques Parisse, Guy Horenbach : peintre des crépuscules, Fanson, 2007, 68 p. (OCLC 1012909349)
- Jacques Parisse, Albert Vandervelden et André Blavier, Paul Schmitz : peintre du silence, Fanson, 2008, 96 p. (OCLC 1010186103)